# Mount Unapproachable
Mount Unapproachable är ett berg i Australien. Det ligger i regionen MacDonnell och territoriet Northern Territory, omkring 1 300 kilometer söder om territoriets huvudstad Darwin. Toppen på Mount Unapproachable är 512 meter över havet, eller 56 meter över den omgivande terrängen. Bredden vid basen är 10,5 km.
Trakten runt Mount Unapproachable är nära nog obefolkad, med mindre än två invånare per kvadratkilometer.. Det finns inga samhällen i närheten.
Omgivningarna runt Mount Unapproachable är i huvudsak ett öppet busklandskap. Genomsnittlig årsnederbörd är 338 millimeter. Den regnigaste månaden är februari, med i genomsnitt 89 mm nederbörd, och den torraste är augusti, med 1 mm nederbörd.